# Le Péage-de-Roussillon
Le Péage-de-Roussillon è un comune francese di 6 770 abitanti situato nel dipartimento dell'Isère della regione dell'Alvernia-Rodano-Alpi.

## Società

### Evoluzione demografica
Abitanti censiti